# هوغو لورو
هوغو لورو (بالدنماركية: Hugo Leroux)‏ (25 نوفمبر 1991 بآكس أون بروفانس في فرنسا - ) هو مدرب كرة قدم ولاعب كرة قدم دانمركي في مركز الدفاع.

## وصلات خارجية
- هوغو لورو على موقع قاعدة بيانات كرة القدم.إي يو (الإنجليزية)
- هوغو لورو على موقع Soccerway.com (الإنجليزية)